# 福島県道204号猪苗代停車場線
福島県道204号猪苗代停車場線（ふくしまけんどう204ごう いなわしろていしゃじょうせん）は、福島県耶麻郡猪苗代町にある一般県道である。

## 概要
- 起点：福島県耶麻郡猪苗代町字千代田字扇田（JR磐越西線猪苗代駅前）
- 終点：福島県耶麻郡猪苗代町字梨子西
- 総延長：1.712 km[1]
  - 実延長：総延長に同じ[1]
- 路線認定年月日：1959年8月31日[2]

猪苗代町の市街地を南北に貫き、町中心部、国道115号とJR磐越西線猪苗代駅を連絡する路線である。磐里字村東から字六角にかけての一部区間は国道115号の旧道に該当している。

## 通過する自治体
- 福島県
  - 耶麻郡猪苗代町

## 接続路線
- 国道115号猪苗代バイパス・福島県道322号壷楊本町線（梨子西〈警察署東交差点〉終点）

## 交通量
24時間自動車類交通量（台/日）
- 1,169（推定値）

## 沿線施設
- JR磐越西線猪苗代駅
- 猪苗代町役場
- 猪苗代警察署